# Неравенство Птолемея

Если 4 точки не лежат на одной окружности, то все три неравенства Птолемея строгие.

Неравенство Птолемея — неравенство на 6 расстояний между четвёркой точек на плоскости.
Названо в честь позднеэллинистического математика Клавдия Птолемея.

## Формулировка
Для любых точек {\displaystyle A,B,C,D} плоскости выполнено неравенство
{\displaystyle AC\cdot BD\leq AB\cdot CD+BC\cdot AD,}
причём равенство достигается тогда и только тогда, когда {\displaystyle ABCD} — выпуклый вписанный четырёхугольник, или точки {\displaystyle A,B,C,D} лежат на одной прямой.
Случай равенства также называется тождеством Птолемея.
Простейшее доказательство получается с использованием комплексных чисел. Пусть комплексные числа {\displaystyle z_{1},\,z_{2},\,z_{3},\,z_{4}} соответствуют точкам {\displaystyle A,B,C,D} плоскости. Тогда неравенство Птолемея равносильно неравенству
{\displaystyle |z_{3}-z_{1}|\cdot |z_{4}-z_{2}|\leq |z_{3}-z_{2}|\cdot |z_{4}-z_{1}|+|z_{3}-z_{4}|\cdot |z_{1}-z_{2}|}, 

которое следует из неравенства треугольника для комплексных чисел и тождества
{\displaystyle (z_{3}-z_{1})\cdot (z_{4}-z_{2})=(z_{3}-z_{2})\cdot (z_{4}-z_{1})+(z_{3}-z_{4})\cdot (z_{1}-z_{2})}.
В случае обращения неравенства в равенство слагаемые в правой части должны быть пропорциональны вектору суммы и сонаправлены ему, то есть оба числа
{\displaystyle {\cfrac {(z_{3}-z_{2})(z_{4}-z_{1})}{(z_{3}-z_{1})(z_{4}-z_{2})}}} и {\displaystyle {\cfrac {(z_{3}-z_{4})(z_{1}-z_{2})}{(z_{3}-z_{1})(z_{4}-z_{2})}}}
должны быть вещественны, положительны, с суммой равной 1 (то есть находятся между 0 и 1).
Вещественность означает, что {\displaystyle {\rm {Im}}{\cfrac {z_{3}-z_{2}}{z_{3}-z_{1}}}:{\cfrac {z_{4}-z_{2}}{z_{4}-z_{1}}}=0}, а это - стандартное уравнение окружности.
То, что числа между 0 и 1 означает лишь, что точки A и C на этой окружности - не соседние (на обеих дугах между ними должна присутствовать либо точка B, либо точка D).

## О других доказательствах
- Один из вариантов доказательства неравенства основан на применении инверсии относительно окружности с центром в точке {\displaystyle A}; этим неравенство Птолемея сводится к неравенству треугольника для образов точек {\displaystyle B}, {\displaystyle C}, {\displaystyle D}.[1]
- Существует способ доказательства через прямую Симсона.
- Теорема Птолемея может доказываться следующим способом (близким к доказательству самого Птолемея, приведённому им в книге Альмагест) — ввести точку {\displaystyle E} такую, что {\displaystyle \angle ABE=\angle DBC}, а потом через подобие треугольников.
- Теорема также является следствием из соотношения Бретшнайдера.

## Следствия
- Теорема Помпею.[2] Рассмотрим точку {\displaystyle X} и правильный треугольник {\displaystyle ABC}. Тогда из отрезков {\displaystyle XA}, {\displaystyle XB} и {\displaystyle XC} можно составить треугольник, причём этот треугольник вырожденный тогда и только тогда, когда точка {\displaystyle X} лежит на описанной окружности треугольника {\displaystyle ABC}.

- Если AC — диаметр окружности, то теорема превращается в правило синуса суммы. Именно это следствие использовал Птолемей для составления таблицы синусов.

- Формула Карно

## Вариации и обобщения
- Соотношение Бретшнайдера
- Неравенства Птолемея можно распространить и на шесть точек: если {\displaystyle A_{1},A_{2},\dots A_{6}} произвольные точки плоскости (это обобщение называют теоремой Птолемея для шестиугольника, а в зарубежной литературе теоремой Фурмана (Fuhrmann’s theorem)[3]), то

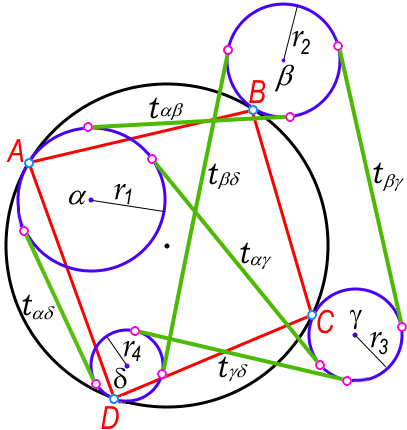
Обобщенная теорема Птолемея или теорема Кейси

{\displaystyle A_{1}A_{4}\cdot A_{2}A_{5}\cdot A_{3}A_{6}\leq A_{1}A_{2}\cdot A_{3}A_{6}\cdot A_{4}A_{5}+A_{1}A_{2}\cdot A_{3}A_{4}\cdot A_{5}A_{6}+}
{\displaystyle +A_{2}A_{3}\cdot A_{1}A_{4}\cdot A_{5}A_{6}+A_{2}A_{3}\cdot A_{4}A_{5}\cdot A_{1}A_{6}+A_{3}A_{4}\cdot A_{2}A_{5}\cdot A_{1}A_{6},}
причем равенство достигается тогда и только тогда, когда {\displaystyle A_{1}\dots A_{6}} — вписанный шестиугольник.
- Теорема Кейси (обобщённая теорема Птолемея): Рассмотрим окружности {\displaystyle \alpha ,\beta ,\gamma } и {\displaystyle \delta }, касающиеся данной окружности в вершинах {\displaystyle A,B,C} и {\displaystyle D} выпуклого четырёхугольника {\displaystyle ABCD}. Пусть {\displaystyle t_{\alpha \beta }} — длина общей касательной к окружностям {\displaystyle \alpha } и {\displaystyle \beta } (внешней, если оба касания внутренние или внешние одновременно, и внутренней, если одно касание внутреннее, а другое внешнее); {\displaystyle t_{\beta \gamma },t_{\gamma \delta }} и т. д. определяются аналогично. Тогда

Циклический граф, в котором все расстояния удовлетворяют неравенству Птолемея, называют графом Птолемея

{\displaystyle t_{\alpha \beta }t_{\gamma \delta }+t_{\beta \gamma }t_{\delta \alpha }=t_{\alpha \gamma }t_{\beta \delta }}.
- Граф Птолемея (см. рис.)[4],